# リリィ、はちみつ色の秘密
『リリィ、はちみつ色の秘密』（リリィ、はちみついろのひみつ・原題: The Secret Life of Bees）は、2008年のアメリカ合衆国の映画。原作はスー・モンク・キッドの小説『リリィ、はちみつ色の夏』（英語は同名）。

## ストーリー
1964年。サウスカロライナ州シルヴァン郊外の桃農園で暮らす14歳のリリィ・オーウェンズの回想から始まる。リリィが4歳の時に、父親が帰宅した母親の浮気を疑って喧嘩をして、母親が落した銃を渡そうとして、謝って引き金をリリィが弾いてしまったことから、母親が亡くなる。そのことでリリィは罪の意識を抱えたまま生きている。1964年からミツバチの幻影が寝室に現れるようになる。ミツバチは聖母マリアの前に現れた大天使ガブリエルのような使者だと考え、マリアと自分を重ねるなんてずうずうしいと思う。誕生日の7月2日、ジョンソン大統領 が公民権法案に署名。母親のことを知りたいと父親に頼むが、「必死こいて虫を助けていた」としか教えてくれない。母親の思い出の品を畑で見ていたら父親が男といたと勘違いする。オーウェンズ家で働く黒人の家政婦ロザリンが選挙権を取りに行こうとすると、白人から嫌がらせを受ける。父親を「腰抜け」と罵倒すると「あの日、母親が帰ってきたのはお前のためじゃなくて、荷物のためだった」といわれる。「探さないで」と伝言し、リリィは殴られて入院中のロザリンと共に逃亡。
ヒッチハイクをしながらティブロンという街に向かう。レストランの前に黒い聖母のマークの蜂蜜を見つける。2人で1軒のひと際目立つ、蜂養場を営むカリビアン・ピンクの家にたどり着く。黒人一家ボートライト家にジューンの反対があったが、滞在が赦される。そこには長女・オーガスト、次女・ジューン、三女・メイのボートライト3姉妹が住んでいる。リリィはオーガストが営む養蜂場を、ロザリンは台所を手伝いながら、一緒に暮らし始める。ジューンは教師の求婚を拒否。メイは双子の一人エイプリルを亡くして2人分の悲しみを抱える。そんな時に「嘆きの壁」を考えついたという。弁護士志望でテイラー大統領と同じ名前をもつザックと知り合い、ジューンは小説家になりたいという。メイはHな形のバナナサラダを作ってあげる。聖母の由来を訊くと集会になって「アメイジング・グレイス」の伴奏でオバダイヤという黒人女性が海で黒いマリア像を発見し、黒人を救うためにやって来たのだと信じるようになる。リリィはその像に触れようとしてトラウマから気絶。ジャック・パランスが黒人女性を連れて映画館に来るというので白人たちは待ち伏せしているという。ニワトコで採れた蜂蜜は紫で高く売れると教えてくれたザックと“Surf Party”という映画を人種別の入口から入って一緒に観ていると、ザックが白人に拉致される。精神的負担から知らされていなかったメイが自殺して「重荷を降ろすことにした」と遺言。エイプリル、メイといなくなり、ロザリンはジュライと呼ばれる。私がいるから悲劇になると出て行こうとするリリィを止めて、オーガストが母親を語る。彼女は母親の子守で、熱愛の頃も知っていて、時間と共に熱愛が冷め、別れるといってオーガストの家に滞在していたという。娘に会いたいといって家に戻ったというが、リリィは「荷物のためだった」と否定。翌日、遺品を見せられ、2人の写真などが出てくる。ザックと再会したリリィはキスされてキング牧師みたいになるから、「君の本のサイン会で会おう、僕らの物語を忘れないで」とペンダントをくれる。ジュライは選挙権を得てジューンは結婚を承諾。ようやく探し当てた父親が激怒してきたが、リリィがママにあげたブローチをしているのを見て暴力を振るう。オーガストは「リリィはみんなに愛されている」と帰すことを毅然と拒否。別れ際に父親に「荷物を取りに戻ったというのは本当？」と訊くと「お前を迎えに戻った」と真実を語る。
「3人の母親を持つことになり、3人は私を照らす月明かりだ」「聖母はいつも私の心の中にいてくれる」とリリィがザックからもらったノートに書く。

## キャスト
役名、俳優、日本語吹替。
- リリィ・オーウェンズ - ダコタ・ファニング（園崎未恵）
- オーガスト・ボートライト - クィーン・ラティファ（塩田朋子）
- ロザリン - ジェニファー・ハドソン（根本圭子）
- ジューン・ボートライト - アリシア・キーズ（本田貴子）
- メイ・ボートライト - ソフィー・オコネドー（林真里花）
- T・レイ・オーウェンズ - ポール・ベタニー（てらそままさき）
- デボラ・オーウェンズ - ヒラリー・バートン
- ザック・テイラー - トリスタン・ワイルズ（河本邦弘）
- ニール - ネイト・パーカー（阪口周平）
- グレタ - ションドレラ・エイヴリー（山口眞弓）
- その他の日本語吹替 - 林佳代子、江川大輔、田中完、永井誠、木村雅史、髙階俊嗣、武田華、片貝薫、中嶋佳葉、松田健一郎

## 製作の背景
撮影は2008年1月から2月にノースカロライナ州ウィルミントン郊外で行なわれた。第33回トロント国際映画祭がワールド・プレミアとなった。

## 備考
リリィがロザリンと共に町へ行くシーンでロザリンに語る物語は、ロザリン役のジェニファー・ハドソンがブレイクした映画「ドリームガールズ」へのオマージュ。

## 参照
1. ↑  “リリィ、はちみつ色の秘密”.   映画.com. 2025年4月29日閲覧。
2. 1 2  “The Secret Life of Bees”. Box Office Mojo.  Amazon.com. 2012年6月29日閲覧。
3. ↑  Look under 26 Dec information